# Arcángel y De La Ghetto
Arcángel y De La Ghetto war ein puerto-ricanisches Duo aus dem Reggaetón-Genre.

## Geschichte
Die Zusammenarbeit der beiden Musiker Arcángel und De La Ghetto begann 2004. 2006 löste sich das Duo wieder auf und beide starteten Solokarrieren. Sie arbeiteten aber bei verschiedenen Gelegenheiten weiterhin zusammen.
Bekannt wurden sie durch den Song Ven pégate, welcher 2005 auf dem Album Héctor El Bambino y Naldo presentan: Sangre nueva erschien.
Zurzeit steht De La Ghetto bei Zions Label „Baby Records“ unter Vertrag. Dadurch entstanden auch schon Features mit Zion selbst.

## Diskografie

### Mixtapes
- 2006: La Factoría Del Flow Vol. 1 (mit Zion)
- 2006: La Factoría Del Flow Vol. 2
- 2007: La Factoría Del Flow Vol. 3

### Singles
- 2006: Ella Quiere
- 2007: Sorpresa
- 2007: Aparentemente (mit Yaga & Mackie)